# 4599 Rowan
4599 Rowan eller 1985 RZ2 är en asteroid i huvudbältet som upptäcktes den 5 september 1985 av den belgiske astronomen Henri Debehogne vid La Silla-observatoriet. Den är uppkallad efter den brittiske astronomen Michael Rowan-Robinson.
Asteroiden har en diameter på ungefär 13 kilometer.